# Alfred Nohcor
Alfred Nohcor (Alfred Rochon; * 1885 in Montreal; Todesdatum und -ort unbekannt) war ein kanadischer Sänger (Tenor), Schauspieler und Komponist.

## Leben
Rochon debütierte 1902 im Sohmer Park in Montreal gemeinsam mit seinem Bruder, mit dem er in den Folgejahren auch an anderen Theatern der Stadt auftrat und 1905–06 großen Erfolg am Thêatre National hatte. Um 1910 begann er eine Solokarriere unter dem Namen Nohcor, einem Anagramm seines Nachnamens.
1915 gründete er eine eigene Theatergruppe, die er zehn Jahre gemeinsam mit Henri Rollin, dann bis in die 1940er Jahre allein leitete. Sie reisten mit dem Stück La Petite Aurore, l'enfant-martyre durch Kanada und die USA, einem Melodram, das auf der wahren Geschichte eines kleinen Mädchens beruhte, das durch Misshandlungen seiner Stiefmutter ums Leben kann. Das Stücke wurde tausende Male in Kanada und den USA aufgeführt.
Daneben trat Nohcor auch als Remendado in Carmen (neben Blanche Gonthier und Honoré Vallaincourt, 1918) und in André Messagers La Basoche am Théâtre Français (1919) auf. Als Manager des Ouimetoscope 1922–23 wirkte er an Vaudeville-Stücken wie Les Aventures d'Aglé (mit Juliette Béliveau und J. Hervey Germain) mit. Zur gleichen Zeit war er Mitglied der Truppe des Théâtre Canadien-Français, der Raoul Léry, Palmièri, Simone Roberval und Hector Pellerin angehörten.
1916 nahm er für Columbia Records in New York 18 Lieder populärer französischer Komponisten, u. a. von Henri Christiné, Félicien Vargues, Harry Fragson, Édouard Jouve und Gabriel Desmoulins, auf, darunter populäre Titel wie L'Amour est un plaisir, Ah! les grandes femmes, La Jolie Loucheuse und Mon épouse est un ange. 1936–37 entstand beim Label Starr eine Reihe von Aufnahmen eigener Kompositionen Nohcors, u. a. Mae West en vacances, Ne séparons pas les vieux und Faut pas faire à sa tête. Für La Valse de la mariée und Oui! Des bananes, on en a, die Hector Pellerin Anfang der 1920er Jahre aufnahm, verfasste er die Texte. Einige Zeit leitete er die L'édition Alfred Nohcor, in der er Noten populärer Songs veröffentlichte.
Über das spätere Leben Nohcors, der Ende der 1950er Jahre gestorben sein soll, ist nichts bekannt.